# Krunoslavje
Krunoslavje falu Horvátországban, Eszék-Baranya megyében. Közigazgatásilag Villyóhoz tartozott.

## Fekvése
Eszéktől légvonalban 45, közúton 57 km-re északnyugatra, Nekcsétől légvonalban 22, közúton 29 km-re északra, községközpontjától légvonalban 8, közúton 10 km-re délkeletre, a Szlavóniai-síkságon, Golinci és Kapelna között, a Karasica partján fekszik. A falu mindössze egy, északkelet-délnyugati irányú utcából áll.

## Története
A település a 19. század második felében erdőirtással keletkezett a Karasica jobb partján fekvő Dubrava-erdő területén. A század közepén mindössze egy vadászház állt itt. Az erdő kiirtása után előbb mezőgazdasági major létesült a helyén, majd az 1880-as években a környező földek megművelésére magyarokat, horvátokat és dunai svábokat telepítettek ide.
1890-ben 86, 1910-ben 212 lakosa volt. Verőce vármegye Alsómiholjáci járásához tartozott. Az 1910-es népszámlálás adatai szerint lakosságának 58%-a magyar, 35%-a horvát, 6%-a német anyanyelvű volt. Az első világháború után 1918-ban az új szerb-horvát-szlovén állam, majd később (1929-ben) Jugoszlávia része lett. A második világháború idején a magyar és német lakosságot elűzték. Sokakat a valpói gyűjtőtáborba hajtottak. Helyükre a háború után főként szerbek települtek. 1991-ben lakosságának 96%-a szerb, 2%-a horvát nemzetiségű volt. 2011-ben a falunak 89 lakosa volt.

## Lakossága
| Lakosság változása | Lakosság változása | Lakosság változása | Lakosság változása | Lakosság változása | Lakosság változása | Lakosság változása | Lakosság változása | Lakosság változása | Lakosság változása | Lakosság változása | Lakosság változása | Lakosság változása | Lakosság változása | Lakosság változása | Lakosság változása |
| ------------------ | ------------------ | ------------------ | ------------------ | ------------------ | ------------------ | ------------------ | ------------------ | ------------------ | ------------------ | ------------------ | ------------------ | ------------------ | ------------------ | ------------------ | ------------------ |
| 1857               | 1869               | 1880               | 1890               | 1900               | 1910               | 1921               | 1931               | 1948               | 1953               | 1961               | 1971               | 1981               | 1991               | 2001               | 2011               |
| 0                  | 0                  | 0                  | 86                 | 182                | 212                | 175                | 294                | 477                | 487                | 416                | 250                | 214                | 202                | 134                | 89                 |